# Emskanal

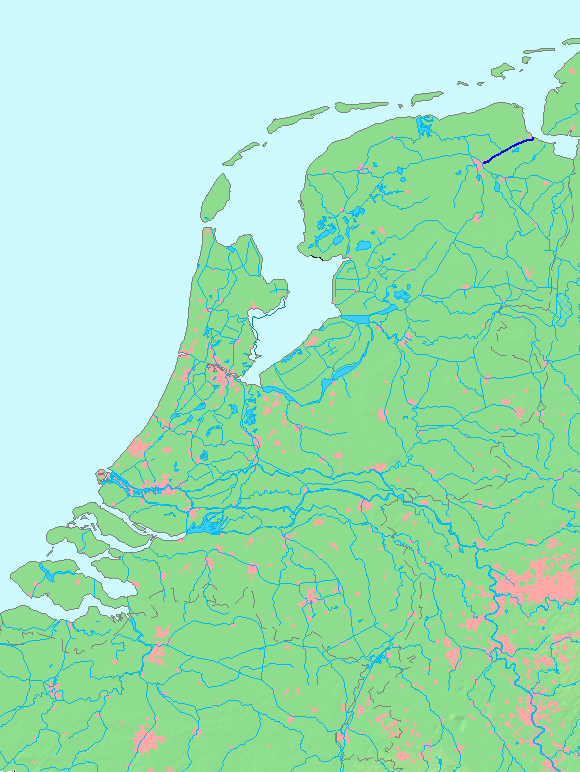
Lage des Emskanals in den Niederlanden

Der Emskanal (niederländisch Eemskanaal) verbindet in den Niederlanden die Stadt Groningen (und damit das Winschoterdiep und den Van Starkenborghkanaal) mit Delfzijl am Mündungsästuar der Ems. Der Kanal ist 26,5 km lang und 60 m breit. Er ist eine wichtige Schifffahrtsverbindung (befahrbar für Küstenmotorschiffe) und außerdem eine wichtige Wasserableitung für den Nordosten von Drenthe (die Hunze und die Drentse Aa) und das Gebiet um Hoogezand-Sappemeer.

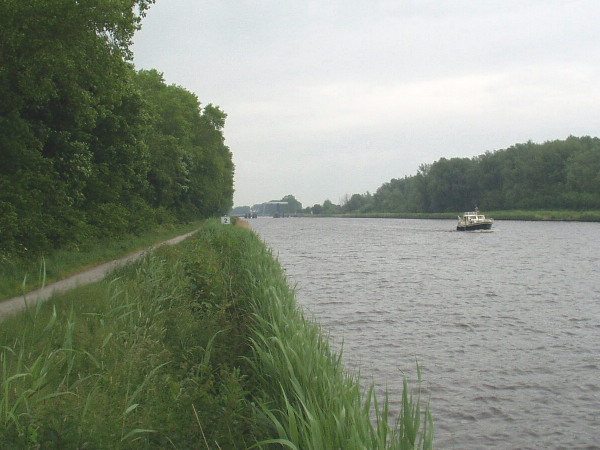
Emskanal bei Ruischerwaard

## Geschichte
Der Kanal wurde zwischen 1866 und 1876 angelegt, da das Reitdiep, der jahrhundertealte Schifffahrtsweg zwischen Groningen und der Nordsee, für die immer größeren Schiffe nicht mehr ausreichte.
1958 wurde bei Delfzijl eine zweite Zufahrt vom Dollart in den Emskanal geschaffen. Der alte Kanal wurde fortan nur noch für die Wasserabfuhr und der neue für die Schifffahrt benutzt. Bis 1963 wurde der Emskanal verbreitert. Zu dieser Zeit wurde ebenfalls der Oosterhornhaven angelegt, wo sich jetzt das große Industriegebiet von Delfzijl befindet.
Von den einstigen 16 Brücken gibt es noch vier, während zwei neue dazugekommen sind.